# Аманов, Месген
Месген Аманов (род. 6 сентября 1986, Ташауз) — туркменский шахматист, гроссмейстер (2009).
В составе сборной Туркменистана участник 3-х олимпиад (2006—2010).

## Спортивные достижения
| Год  | Город          | Турнир         | + | − | = | Результат | Место |
| ---- | -------------- | -------------- | - | - | - | --------- | ----- |
| 2006 | Турин          | 37-я олимпиада | 3 | 5 | 5 | 5½ из 13  |       |
| 2008 | Дрезден        | 38-я олимпиада | 7 | 2 | 1 | 7½ из 10  |       |
| 2010 | Ханты-Мансийск | 39-я олимпиада | 4 | 5 | 1 | 4½ из 10  |       |

## Изменения рейтинга
| Графики недоступны из-за технических проблем. См. информацию на Фабрикаторе и на mediawiki.org. |